# 1680
1680 је била преступна година.